# 维利·勃兰特
维利·勃兰特（德語：Willy Brandt，1913年12月18日—1992年10月8日），原名赫伯特·恩斯特·卡尔·弗拉姆（德語：Herbert Ernst Karl Frahm），德国政治家，曾任西德總理。
他是1930年後德國的首位德国社会民主党總理。在納粹政權期間，他逃往挪威，然後逃往瑞典，他化名為威利·勃蘭特，以避免納粹特工發現。
勃蘭特保持了西德與美國的緊密聯繫，並致力於加強西歐的歐洲一體化，同時啟動了新政策。東方政策旨在改善與東歐的關係。《勃蘭特報告》已成為一種公認的衡量標準，用於描述富裕的北方國家和貧窮的南方國家之間在世界經濟和政治上的普遍的南北分歧。勃蘭特還因其在國內的激烈反共政策而聞名，但以1972年法令告終。1974年辞去总理职务。

## 西德總理
1969年西德聯邦大選，勃兰特領導的社民黨成為第一大黨，結束基督教民主聯盟自1949年西德聯邦成立以來執政的局面。社會民主黨與自由民主黨組建中間派聯合政府，他成為自1930年以來首位來自社會民主黨的總理。
1970年在华沙犹太区起义纪念碑前的“华沙之跪”引起全球瞩目，为此他在1971年成为诺贝尔和平奖获得者。
1972年聯邦大選成功連任後，在其任期內舉行1972年慕尼黑奧運，並在慕尼黑慘案發生之時拒絕了以色列方面派遣一個特別行動小組的請求。

## 東德間諜入侵事件
早在布蘭特就任西德總理前，東德間諜機關史塔西就安排人員以共產黨迫害為由進入西德，其中的成員君特·纪尧姆更加入了德國社會民主黨，開始進入德國社會民主黨核心，就在威利·布蘭特當選西德總理後，纪尧姆成為威利·布蘭特核心幕僚，權力大到可以為總理安排行程，威利·布蘭特本身也是喜愛社交且風流成性，傳言紀堯姆甚至還安排總理與某些有聲望的女名媛發生性關係，威利·布蘭特的公事包也都交給紀堯姆保管，可以說總理非常信任紀堯姆。
後來纪尧姆還將公事包帶回家，拍照竊取西德國家機密，膠捲後來交給妻子與史塔西成員會合，但西德情報人員已得知情報，史塔西已入侵西德，便派人跟蹤纪尧姆的妻子，纪尧姆的妻子被迫把膠捲丟棄至萊茵河，放棄與史塔西會合，回到家中。纪尧姆夫婦翌日被西德反間諜人員逮捕，經時間比對下發現早在幾年前西德情報單位攔截的一份來自東德的電碼，顯示「G你家有了兩個男人」，G指的是纪尧姆的妻子，兩個男人指的是纪尧姆與他剛出生的兒子，更發現纪尧姆夫婦的兒子與現在年齡差不多，有此證明纪尧姆是東德史塔西派來的間諜，事件曝光後，總理與西德全國一片譁然，東德政府也感到錯愕，蘇聯領導人列昂尼德·伊里奇·勃列日涅夫憤怒史塔西竟然不知道他們電碼早已被西德情報單位破解導致東窗事發。布蘭特受到反對黨與報社的抨擊，更爆出性醜聞事件，迫使布蘭特黯然下臺，但布蘭特繼續出任社會民主黨主席，領導社會民主黨直至1987年。

## 卸任後
1976－1992年，他是社會黨國際主席。1989年他表示支持兩德統一。1992年去世，享年79歲。 
2005年11月28日，德国电视二台投票评选最伟大的德国人，勃兰特名列第5位。

## 個人生活
布蘭特一生結婚三次。第一段婚姻是在二戰期間，第二段婚姻是他在流亡挪威時結識，1948年的結婚，後因婚外情而離異，1980年離婚，離婚後兩人並無再相見。勃兰特並於1983年再婚。
他的幼子马蒂亚斯·勃兰特为男演员，曾出演电视剧《巴比伦柏林》。

## 荣誉

### 官方奖勋
- 德国
  -  大十字级德国功绩勋章（1959年）
- 挪威
  -  大十字级圣奥拉夫勋章（英语：Order of St. Olav）（1960年）
- 奥地利
  -  大绶银质奥地利共和国服务荣誉勋章（英语：Decoration of Honour for Services to the Republic of Austria）（1961年）
  -  大绶金质奥地利共和国服务荣誉勋章（英语：Decoration of Honour for Services to the Republic of Austria）（1973年）
- 義大利
  -  大十字级意大利共和国功绩勋章（1965年8月8日）[2]
- 冰島
  -  大十字级猎鹰勋章（英语：Order of the Falcon）（1968年）
- 荷蘭
  -  大十字级奥兰治-拿骚勋章（1969年）
- 马来西亚
  -  大指挥官级马来西亚忠于王室勋章（英语：Order of Loyalty to the Crown of Malaysia）（1969年）
- 丹麦
  -  大十字级丹麦国旗勋章（1970年）
- 馬爾他騎士團
  -  特等大十字级马耳他骑士团功績勳章（英语：Order pro Merito Melitensi）（1970年）
- 比利时
  -  王室勋章（英语：Order of the Crown (Belgium)）（1971年）
- 日本
  -  勲一等旭日桐花大綬章（1971年）
- 瑞典
  -  瓦萨勋章（英语：Order of Vasa）（1972年）
- 法國
  -  大十字级法国荣誉军团勋章（1973年）
- 捷克
  -  一等白狮勋章（2000年追授）[3]